# Alisterus amboinensis
Alisterus amboinensis е вид птица от семейство Psittaculidae.

## Разпространение
Видът е разпространен в Индонезия.